# Tatjana Böhm

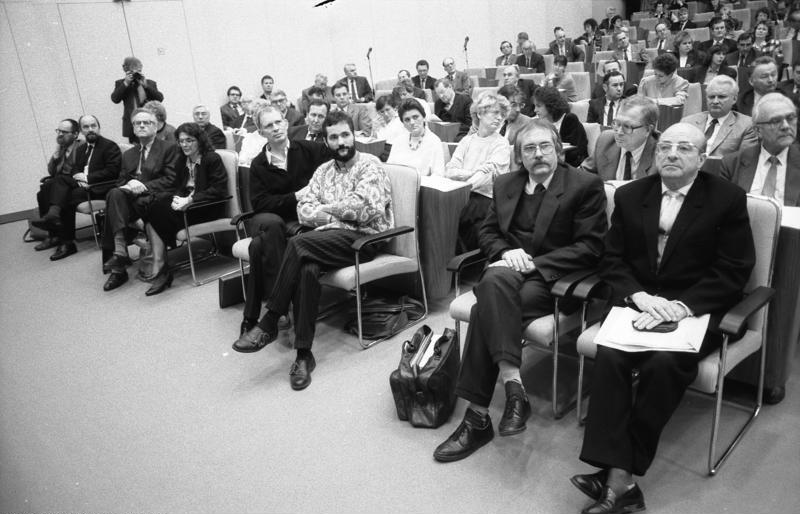
Tatjana Böhm (4. von links) bei der Volkskammer-Tagung zur Aufnahme der neuen Minister in das Kabinett Modrow.

Tatjana Böhm (* 14. November 1954 in Karl-Marx-Stadt) ist eine ehemalige deutsche Politikerin. Sie war Mitbegründerin des Unabhängigen Frauenverbandes (UFV) und Ministerin ohne Geschäftsbereich der DDR.
Böhm studierte 1973/74 Philosophie und von 1975 bis 1980 Soziologie an der Humboldt-Universität zu Berlin. Sie trat 1976 der SED bei. Bis 1983 war sie wissenschaftliche Mitarbeiterin am Institut für Soziologie und Sozialpolitik (ISS) der Akademie der Wissenschaften und bis 1986 Assistentin am Institut für Soziologie der Humboldt-Universität. Danach kehrte sie an das ISS zurück.
Ende 1989 trat sie aus der SED aus und wurde Gründungsmitglied des Unabhängigen Frauenverbandes (UFV). Bis März 1990 war sie Vertreterin des UFV am Zentralen Runden Tisch und von Februar bis April Ministerin ohne Geschäftsbereich der Regierung Modrow. Von Juni bis Oktober war sie Mitarbeiterin der Volkskammerfraktion Bündnis 90/Grüne.
Von 1991 bis 1992 arbeitete sie für den DGB auf dem Gebiet der politischen Bildung und war seit 1992 Gleichstellungsbeauftragte des Ministeriums für Arbeit, Soziales, Gesundheit und Frauen von Brandenburg.